# Рённинг, Тим
Антон Тим Гёста Рённинг (швед. Anton Tim Gösta Rönning; род. 15 февраля 1999, Килафорс, Евлеборг) — шведский футболист, вратарь клуба «Эльфсборг».

## Клубная карьера
Начинал заниматься футболом в клубе Килафорс. Выступал за основную команду в матчах шестого шведского дивизиона. 10 июня 2013 года в возрасте четырнадцати лет дебютировал в официальном матче с «Бергвик-2», проведя на поле все 90 минут и оставив ворота в неприкосновенности. Также принимал участия в играх второй команды клуба в седьмом дивизионе. В августе 2014 года перешёл в «Худиксвалль». Тренировался с молодёжными командами клуба, но за основной состав, выступающий во втором дивизионе, не играл. На протяжении полутора лет на правах аренды выступал за клуб «Форса», проведя за него 12 матчей в четвёртом дивизионе, в которых он пропустил 17 мячей.
В мае 2015 года он перешёл в академию «Эльфсборга», где присоединился к команде, составленной из игроков до 17 лет. 19 февраля 2017 года впервые попал в заявку основной команды на матч группового этапа кубка Швеции с «Вернаму», но на поле не появился. 16 сентября 2019 года в гостевом поединке с «Эскильстуной» Рённинг дебютировал в чемпионате Швеции, появившись в стартовом составе. В сезоне 2020 года стал основным вратарём команды, выходя в старте во всех 30 матчах Алльсвенскана. В итоговой турнирной таблице «Эльфсборг» занял вторую строчку и завоевал серебряные медали.

## Карьера в сборной
Выступал за юношеские сборные Швеции. В составе сборной до 19 лет дебютировал 7 октября 2016 года в товарищеской встрече с Англией, в которой шведы победили с минимальным счётом.

## Достижения
Эльфсборг:
- Серебряный призёр чемпионата Швеции: 2020

## Клубная статистика
| Выступление      | Выступление      | Выступление      | Лига | Лига | Кубки | Кубки | Конт. кубки | Конт. кубки | Итого | Итого |
| Клуб             | Лига             | Сезон            | Игры | Голы | Игры  | Голы  | Игры        | Голы        | Игры  | Голы  |
| ---------------- | ---------------- | ---------------- | ---- | ---- | ----- | ----- | ----------- | ----------- | ----- | ----- |
| Килафорс         | Дивизион 6       | 2013             | 1    | 0    | 0     | 0     | 0           | 0           | 1     | 0     |
| Килафорс         | Дивизион 6       | 2014             | 1    | -3   | 0     | 0     | 0           | 0           | 1     | -3    |
| Килафорс         | Итого            | Итого            | 2    | -3   | 0     | 0     | 0           | 0           | 2     | -3    |
| Форса            | Дивизион 4       | 2014             | 5    | -8   | 0     | 0     | 0           | 0           | 5     | -8    |
| Форса            | Дивизион 4       | 2015             | 7    | -9   | 0     | 0     | 0           | 0           | 7     | -9    |
| Форса            | Итого            | Итого            | 12   | -17  | 0     | 0     | 0           | 0           | 12    | -17   |
| Эльфсборг        | Алльсвенскан     | 2019             | 8    | -10  | 1     | -1    | 0           | 0           | 9     | -11   |
| Эльфсборг        | Алльсвенскан     | 2020             | 30   | -32  | 5     | -2    | 0           | 0           | 35    | -34   |
| Эльфсборг        | Алльсвенскан     | 2021             | 20   | -25  | 4     | -4    | 6           | -8          | 30    | -37   |
| Эльфсборг        | Итого            | Итого            | 60   | -67  | 10    | -7    | 6           | -8          | 76    | -82   |
| Всего за карьеру | Всего за карьеру | Всего за карьеру | 74   | -87  | 10    | -7    | 6           | -8          | 90    | -102  |